# اسید متیل‌فسفونیک

متیل فسفونیک اسید (انگلیسی: Methylphosphonic acid) نوعی ترکیب آلی فسفر است.